# 1081

## Narození
- 1. prosince – Ludvík VI. Francouzský, francouzský král († 1. srpna 1137)
- ? – Suger, francouzský spisovatel, opat kláštera Saint-Denis († 13. ledna 1151)

## Úmrtí
- ? – Nikeforos III. Botaneiates, byzantský císař (* kolem 1010)
- ? – Richard Normandský, druhý syn Viléma I. Dobyvatele a dědic anglického trůnu (* 1054)

## Hlava státu
- České knížectví – Vratislav II.
- Svatá říše římská – Jindřich IV. – Heřman Lucemburský vzdorokrál
- Papež – Řehoř VII.
- Anglické království – Vilém I. Dobyvatel
- Francouzské království – Filip I.
- Polské knížectví – Vladislav I. Herman
- Uherské království – Ladislav I. – Šalamoun protikrál
- Byzantská říše – Nikeforos III. Botateines – Alexios I. Komnenos